# Gare de Cheseaux
La gare de Cheseaux est une gare ferroviaire du chemin de fer Lausanne-Échallens-Bercher. Elle se situe sur le territoire de la commune de Cheseaux-sur-Lausanne, dans le canton de Vaud, en Suisse.

## Situation ferroviaire
Établie à 607 mètres d'altitude, la gare de Cheseaux est située au point kilométrique 7,36 de la ligne Lausanne – Bercher (101). Elle se situe entre la gare de Bel-Air et la gare Les Ripes. Entre Lausanne-Chauderon et Échallens, la ligne longe toujours le côté ouest de la route alors qu'après Cheseaux jusqu'à Étagnières, la ligne longe le côté est de la route. La gare, qui  dispose de deux quais et trois voies plus une voie de garage, est une gare d'évitement de la ligne à voie unique. Elle permet le croisement entre les trains régionaux et les trains directs ou les courses spéciales circulant sur la ligne.

## Histoire
La gare est construite en 1873 et inaugurée le 4 novembre de la même année comme le rappelle la plaque commémorative visible dans la galerie photos de cet article. Il s'agit d'un simple bâtiment en bois. La gare restera le terminus de la ligne jusqu'au 1er juin 1874, date à laquelle le second tronçon reliant Cheseaux à Échallens est inauguré. Dans sa première version, la gare dispose d'une voie de garage, d'une plaque tournante et d'une prise d'eau pour les locomotives.
En 1884, la voie de garage est prolongée de cinq mètres. En effet, la position centrale qu'occupe la gare sur la ligne du L-E oblige la compagnie à pouvoir disposer de matériel de réserve à Cheseaux pour pouvoir opérer rapidement sur l'ensemble de la ligne.
Au printemps 1914, le bâtiment en bois d'origine est remplacé par une construction en maçonnerie au style architectural propre au LEB. Cette construction s'inscrit dans la série de rénovations des années 1910. Les bâtiments des gares de Romanel, Étagnières, Assens et Échallens étaient identiques du point de vue architectural.
Jusqu’au 29 mars 1968, la gare ne verra pas de grands changements. À cette date, la gare est démolie pour être remplacée par un petit abri mieux conçu contre les déprédations.
Enfin, à partir de 1997, du fait d'une circulation dense, la commune de Cheseaux décide de créer un contournement du centre du village. Cela implique de déplacer la voie entre la halte de Bel-Air et la gare. Ainsi, entre ces deux arrêts, tous les passages à niveau sont supprimés. Un pont passant par-dessus la Mèbre puis un suivant par-dessus la route de Lausanne sont construits. Le 4 juillet 2000, le conseil communal de Cheseaux débloque un budget de 1,1 million de francs auxquels s'ajoutent une participation de 900 000 francs par la compagnie du chemin de fer pour remplacer le passage à niveau pour piétons par un passage sous-voies et installer un ascenseur et un escalier pour accéder au quai central. Tous ces travaux sont achevés le 20 avril 2001. 
Finalement, le petit abri est lui aussi démoli pour reconstruire une gare au style architectural moderne. Aussi, le 20 juin 2002, la nouvelle gare est inaugurée. En 2013, la gare compte une moyenne de 1 926 passagers par jour, soit 9,12 % des mouvements journaliers de la ligne.

## Service des voyageurs

### Accueil
Point d'arrêt non géré, elle est dotée d'une salle d'attente fermée et deux automates à billets CFF. Elle dispose également : d'un interphone d'urgence et d'un oblitérateur pour les cartes multicourses. Des sectionneurs se trouvent au sud de la gare. Cette dernière est protégée par un système de vidéosurveillance. Depuis 2002, des toilettes publiques sont installées dans la gare et l'accès aux voies 2 et 3 est possible pour les personnes handicapées du fait de l'existence d'un ascenseur.
En face de la gare se trouve un hôtel, café, restaurant ; l'Hôtel de la gare. Sinon, sont aussi implantés dans la gare une boîte postale, des caissettes à journaux ainsi qu'un distributeur automatique de produits alimentaires.

### Desserte
Cheseaux est desservie par des trains régionaux et directs à destination de Bercher, d'Échallens et de Lausanne-Flon.

Installations et desserte
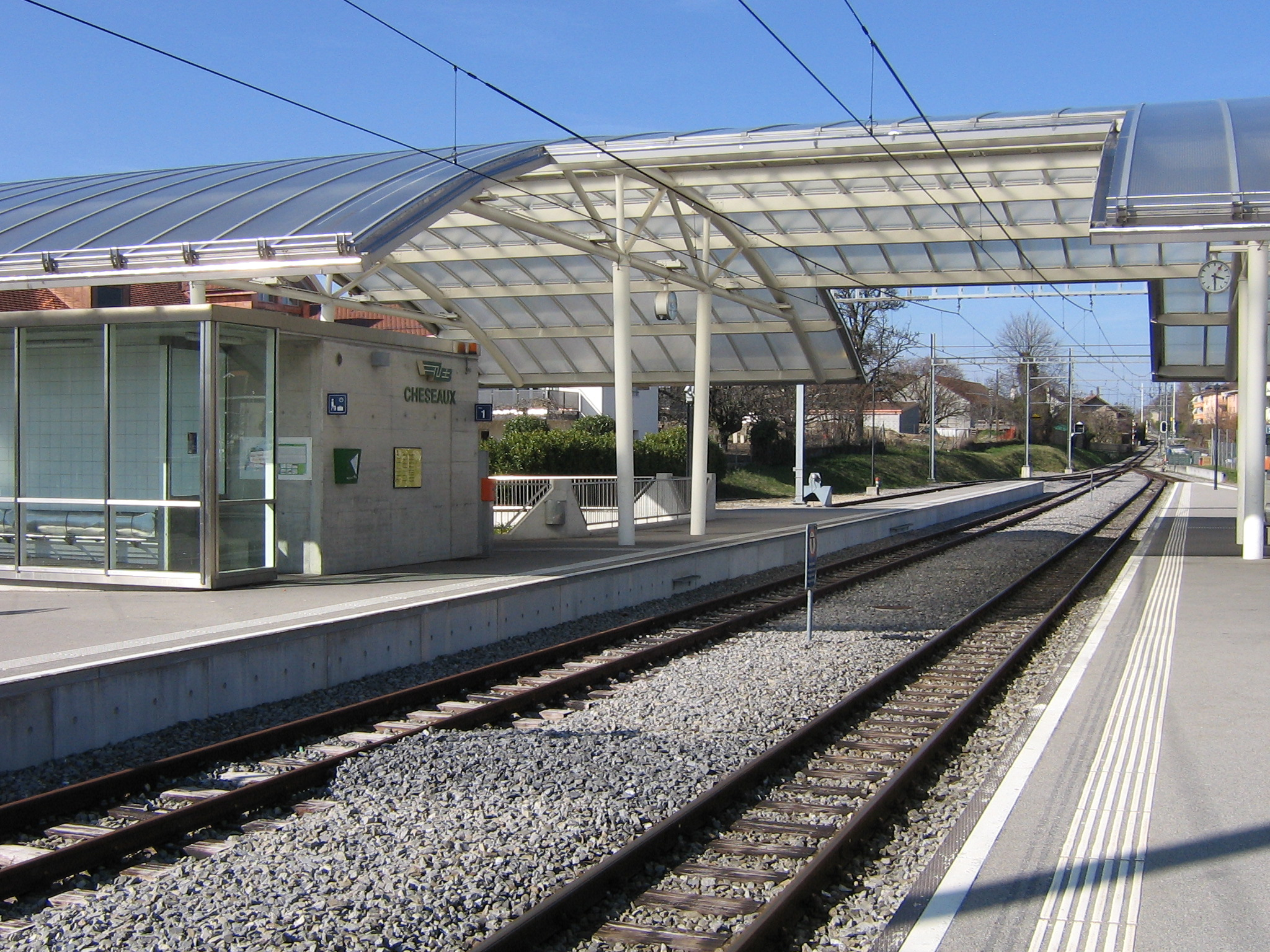
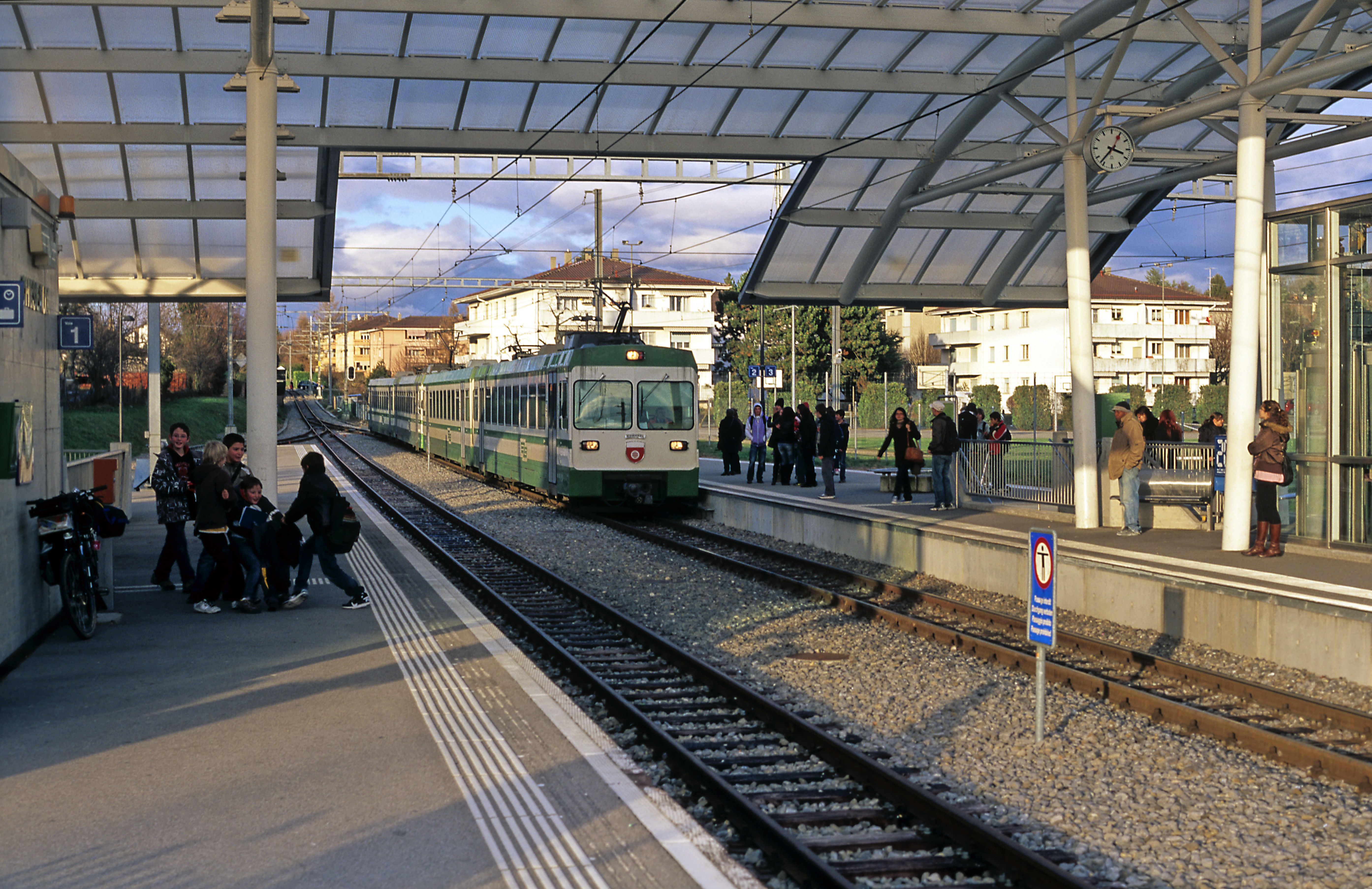
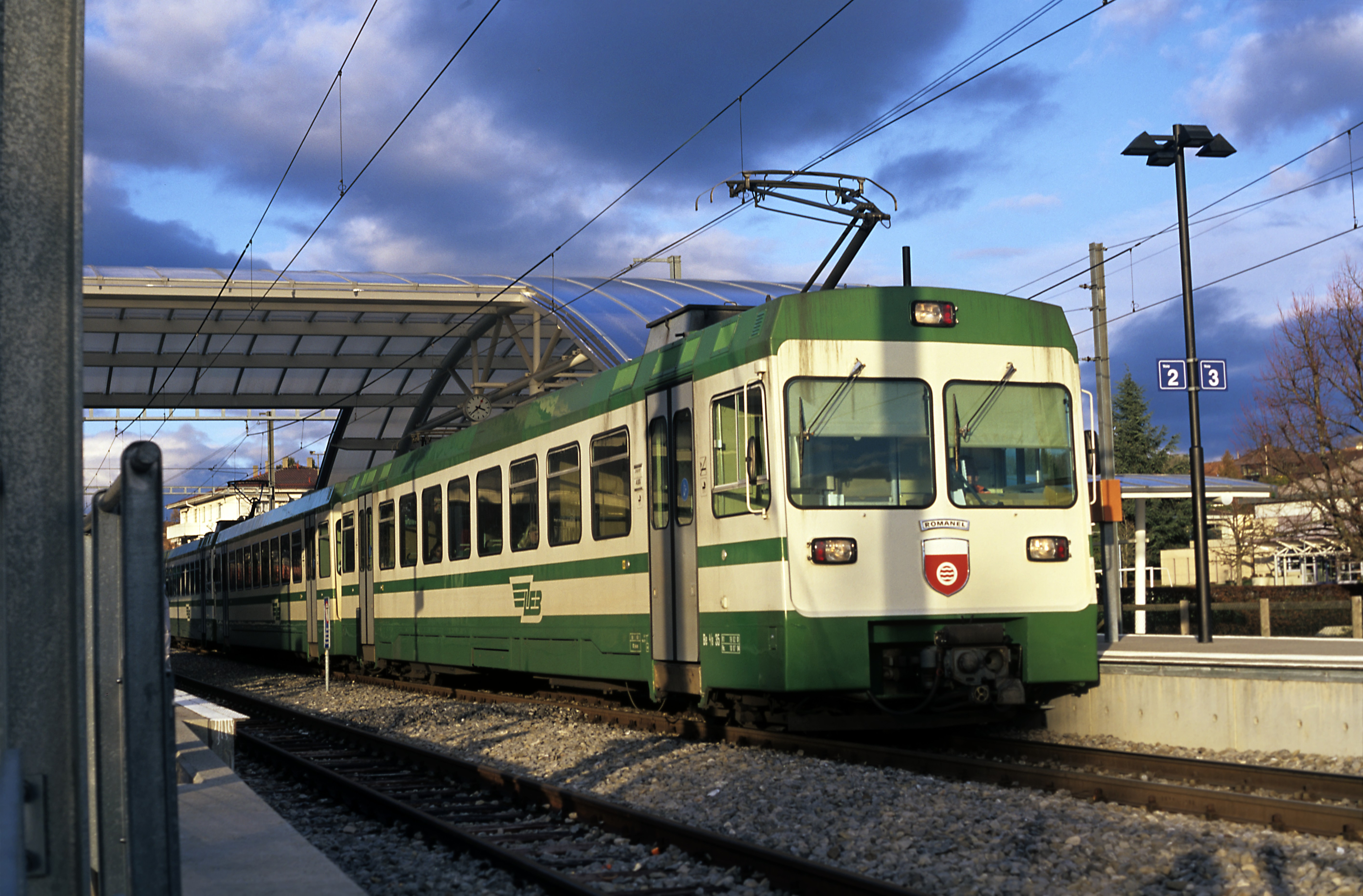

### Intermodalité
La gare est desservie par quatre lignes de bus. Deux d'entre elles sont assurées par la compagnie de transport CarPostal. Elles relient la gare de Cheseaux à celle de Cossonay-Penthalaz (no 10.410) et à la gare d'Échallens par un trajet à l'ouest de la ligne du LEB. Les troisième et quatrième ligne de bus sont assurées par les Transports publics de la région lausannoise et vont au village de Cugy (no 10.415) et jusqu'à la gare de Renens (no 10.054) depuis l'introduction du réseau 2013.